# Wesselburen
Wesselburen ist eine Landstadt im Kreis Dithmarschen in Schleswig-Holstein. Sie ist auch unter dem Namen „Hebbelstadt“ bekannt.

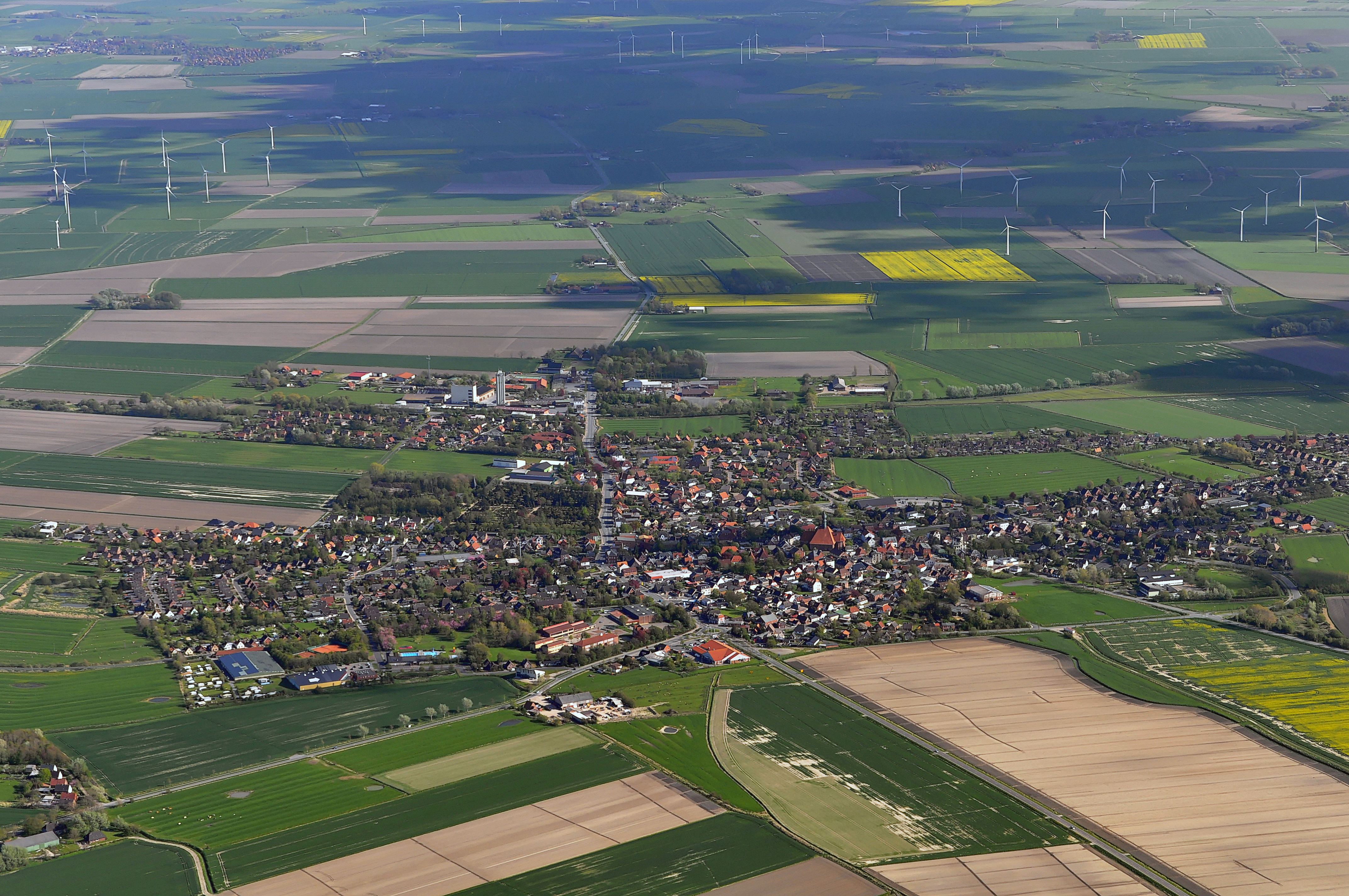
Luftbild (Mai 2012)

## Geographie

### Lage und Gliederung
Das Stadtgebiet von Wesselburen erstreckt sich im Westen des Naturraums Dithmarscher Marsch nahe der Mündung der Eider in das westlich vorgelagerte Wattenmeer der Nordsee südlich der Halbinsel Eiderstedt. Es wird amtstechnisch nicht weiter untergliedert.

### Nachbargemeinden
Direkt angrenzende Nachbargemeinden von Wesselburen sind:
|           | Schülp                                      |             |
| Norddeich | Kompassrose, die auf Nachbargemeinden zeigt | Oesterwurth |
|           | Süderdeich                                  |             |

## Geschichte

### Mittelalter
Wesselburen wurde auf zwei Wurten im Marschland erbaut, die bereits vor über 1000 Jahren bewohnt waren, und wuchs im Laufe der Zeit zu einer größeren Ansiedlung heran. Die zentrale Dorfwurt stammt nach archäologischen Befunden aus dem 8. bis 9. Jahrhundert und wurde immer weiter erhöht. Am 7. Mai 1281 wurde der Ort das erste Mal urkundlich erwähnt, als die Hamburger und Dithmarscher in Meldorf einen Nichtangriffspakt schlossen. Schon damals wies der Ort die heutige Struktur auf: Ausgehend von der höchsten Stelle, auf der die Kirche liegt, führen die Hauptstraßen strahlenförmig vom historischen Ortskern fort.

### Frühe Neuzeit
Nachdem Wesselburen im Jahr 1559 die Eigenständigkeit der Bauernrepublik Dithmarschen verloren hatte, blühte der Ort auf.
Seit 1625 wurden ein- bis zweimal jährlich im Ort Märkte abgehalten.
Im Jahr 1636 erteilte der Herzog das Privileg für eine Apotheke in Wesselburen. Die erste Apotheke wurde von Christian Bornemann vor einem Haus in der Süderstraße gegründet.
Am 6. August 1736 brannte fast die gesamte Ortschaft nieder und musste danach neu aufgebaut werden. Von dem Brand erholte sich der Ort erst 100 Jahre später wieder.
Julius Groth gründete 1865 in Wesselburen eine Lokalzeitung, den Dithmarscher Boten. Im Jahre 1868 erhielt Wesselburen ein Amtsgericht, das bis 1970 bestand.

### Erste Industrialisierung
Eine Besonderheit war die Zuckerfabrik, die ab 1869 in Betrieb war. Der Itzehoer Kaufmann Charles de Vos hatte durch Versuche festgestellt, dass die Rüben in der Nordermarsch einen besonders hohen Zuckergehalt aufwiesen. Aufgrund der gesunkenen Zuckerpreise und der relativ marktfernen Lage des Ortes musste die Fabrik ihren Betrieb einstellen, sie wurde 1908 stillgelegt.
1876 wurde die Freiwillige Feuerwehr gegründet.
An das öffentliche Eisenbahnnetz wurde Wesselburen 1878 angeschlossen: Die Eisenbahnstrecke Heide-Wesselburen entstand, die 1883 bis zum Seebad Büsum erweitert wurde. 1893 kam es zur Errichtung eines ersten Elektrizitätswerks, womit die Voraussetzung für weitere Entwicklungsmöglichkeiten geschaffen wurde. Im Jahre 1886 wurde als Folge des Bevölkerungswachstums durch den Zuzug von Arbeitskräften der Zuckerfabrik die Hebbelschule in der Dohrnstraße errichtet.
Am 18. März 1911 wurde das Hebbel-Museum mit 550 Exponaten im Hebbelhaus gegründet.
Am 16. Oktober 1899 erhielt der Ort das Stadtrecht und schied aus der gleichnamigen Kirchspielslandgemeinde aus. 1915 wurde in der alten Zuckerfabrik eine Sauerkrautproduktion (ab 1948 Firma Philipp) aufgenommen, die 1995 ihr endgültiges Ende fand. Die Produktion wurde trotz schwarzer Zahlen in Wesselburen in das Gebiet der Neuen Bundesländer verlagert. Am 3. September 1926 fand die erste Vorstandssitzung der Hebbel-Gesellschaft (Hebbelgemeinde) statt.
Bei der Reichstagswahl März 1933 stimmten im Kirchspiel Wesselburen 78,8 % für die NSDAP, 6,9 % für die DNVP, 6,5 % für die SPD und 6,8 % für die KPD bei einer Wahlbeteiligung von 88,5 %.
In Wesselburen wurde bereits am 27. Mai 1927 die 4. SS-Standarte der NSDAP gegründet.
Am 16. Februar 1962 tobte an der schleswig-holsteinischen Nordseeküste eine der schwersten Sturmfluten der Geschichte.
Im Jahre 1964 geriet Wesselburen bundesweit und später sogar international in die Schlagzeilen: Die Stadt hielt trotz Kritik an dem Antisemiten Adolf Bartels als Namensgeber für eine Straße und als Ehrenbürger fest. Erst im April 1966 wurde die Adolf-Bartels-Straße in Wulf-Isebrand-Straße umbenannt. Die Ehrenbürgerschaft wurde erst 1986 aufgehoben.
Am 1. November 1983 vergab die Stadt Wesselburen erstmals das „Hebbelstipendium“, und zwar an Martin Langner aus Berlin. Es ist befristet auf drei Jahre. Ziel ist es, eine Promotion zu erstellen, die sich mit Friedrich Hebbel und seinem Werk auseinandersetzt.
Zum 25. Mai 2008 gab die Stadt ihre Amtsfreiheit auf und bildete mit den Gemeinden der Ämter Kirchspielslandgemeinde Büsum und Kirchspielslandgemeinde Wesselburen (ohne Norderwöhrden) das Amt Büsum-Wesselburen. Damit verlor Wesselburen im April 2010 auch seinen hauptamtlichen Bürgermeister.
Am 1. Mai 2010 trat Katrin Schulz das Amt der ersten ehrenamtlichen Bürgermeisterin der Stadt Wesselburen an.
Die Stadt Wesselburen beschloss zudem am 15. Juli 2015, die Figuren des städtischen Wappens auch als Flagge zu führen und in die offizielle Wappenrolle Schleswig-Holsteins eintragen zu lassen.
Seit 2015 vergibt die Stadt Wesselburen in Zusammenarbeit mit der Hebbel-Gesellschaft einen Hebbel-Förderpreis für wissenschaftlichen Nachwuchs. Der Preis ist mit 1800 Euro dotiert.
Im Jahre 2015 konnte man sich auf politischer Ebene nicht auf einen gemeinsamen Schulstandort im Amt Büsum-Wesselburen einigen. Daher wurde der alte Schulverband Wesselburen wieder zum Leben erweckt. Einer der Beschlüsse ist ein Neu- und Umbau der Friedrich-Hebbel-Schule mit einem Auftragsvolumen von über 16 Millionen Euro. Am 1. August 2017 wurde aus der Friedrich-Hebbel-Schule Wesselburen und dem Gemeinschaftsschulteil der Eiderlandschule Hennstedt die Eider-Nordsee-Schule.
2024 feiert die Stadt das 125-jährige Stadtjubiläum.

## Politik

### Stadtverordnetenversammlung
Bei der Kommunalwahl am 14. Mai 2023 wurden insgesamt siebzehn Sitze vergeben. Die CDU erhielt sechs Sitze, die SPD fünf und die Freien Wesselburener Bürger, die Unabhängige Wählergemeinschaft Wesselburen und die FDP je zwei Sitze.

### Wappen
Blasonierung: „In Rot ein silbernes Fachwerkhaus mit Pferdeköpfen am Giebel und geschlossenem Tor auf grünem Hügel, der mit einer silbernen Leiste belegt ist; von ihr gehen drei silberne Pfähle fächerförmig zum unteren Schildrand aus.“
Die Verleihung eines eigenen Wappens erfolgte 1901 durch den preußischen König.
Das niederdeutsche Bauernhaus im Wappen von Wesselburen ist ein Musterbeispiel der in den Marschgebieten der Landschaft Dithmarschen auf künstlichen Warften in typischer Bauart gebauten Häuser. Die silbernen Leisten zu Füßen des Hauses bilden die Entwässerungsgräben ab, die die agrarwirtschaftliche Nutzbarkeit der Marschgebiete gewährleisten.

### Städtepartnerschaften
Die Stadt übernahm 1963 über die Stadt Daber in Pommern eine Patenschaft für die von dort vertriebenen Einwohner.
Die Kirchengemeinde St. Bartholomäus Wesselburen hat seit 2019 eine Partnerschaft zur Kirchengemeinde Yerusalem (Kenya Evangelical Lutheran Church) in Nairobi.

### Bürgermeister
- 1899–1901 v. Borke
- 1901–1919 Dohrn
- 1919–1921 Block
- 1921–1932 Hauffe
- 1932–1937 Karl Herwig (ohne demokratische Legitimation)
- 1937–1945 Thöming (ohne demokratische Legitimation)
- 1945–1946 Dehn
- 1946–1948 Niebuhr
- 1948–1950 Schilicke
- 1950–1974 Wernecke
- 1974–1986 Peter Schuldt
- 1986–2010 Gerhard Fenske
- 2010–2012 Katrin Schulz (CDU)
- 2012–2023 Heinz-Werner Bruhs (CDU)
- seit 2023 Holger Ehlers

## Kultur und Sehenswürdigkeiten

### Museen

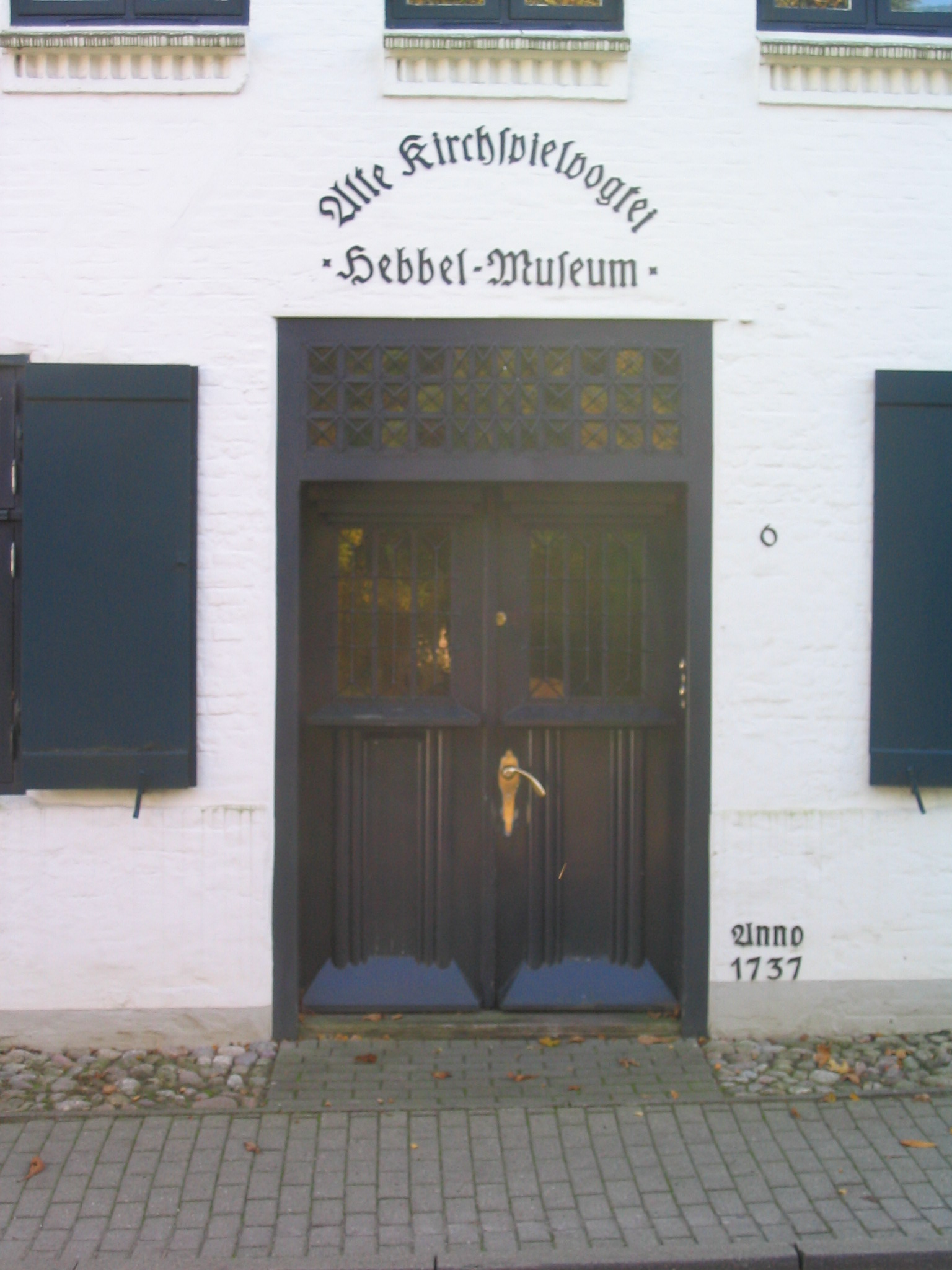
Eingang des Hebbel-Museums

Das Hebbel-Museum befindet sich im Wohn- und Amtshaus des ehemaligen Kirchspielvogts, in dem Friedrich Hebbel in seiner unglücklichen Wesselburener Jugend arbeitete. Ein Teil der historischen Inneneinrichtung ist erhalten. Im Gebäude finden sich eine Sammlung zu Hebbel und insbesondere eine umfangreiche Forschungsbibliothek zum Dichter.
Das Kohlosseum ist ein Spezialmuseum zum Thema Kohl, das im Jahr 2008 eröffnet wurde.

### Bauwerke

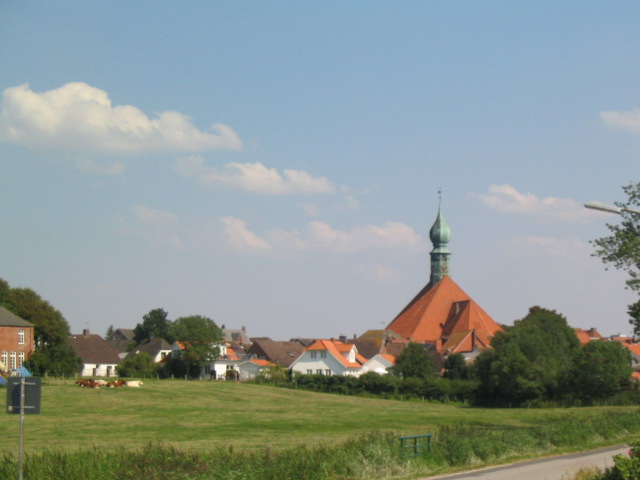
Skyline Wesselburen, fotografiert aus Nordwest

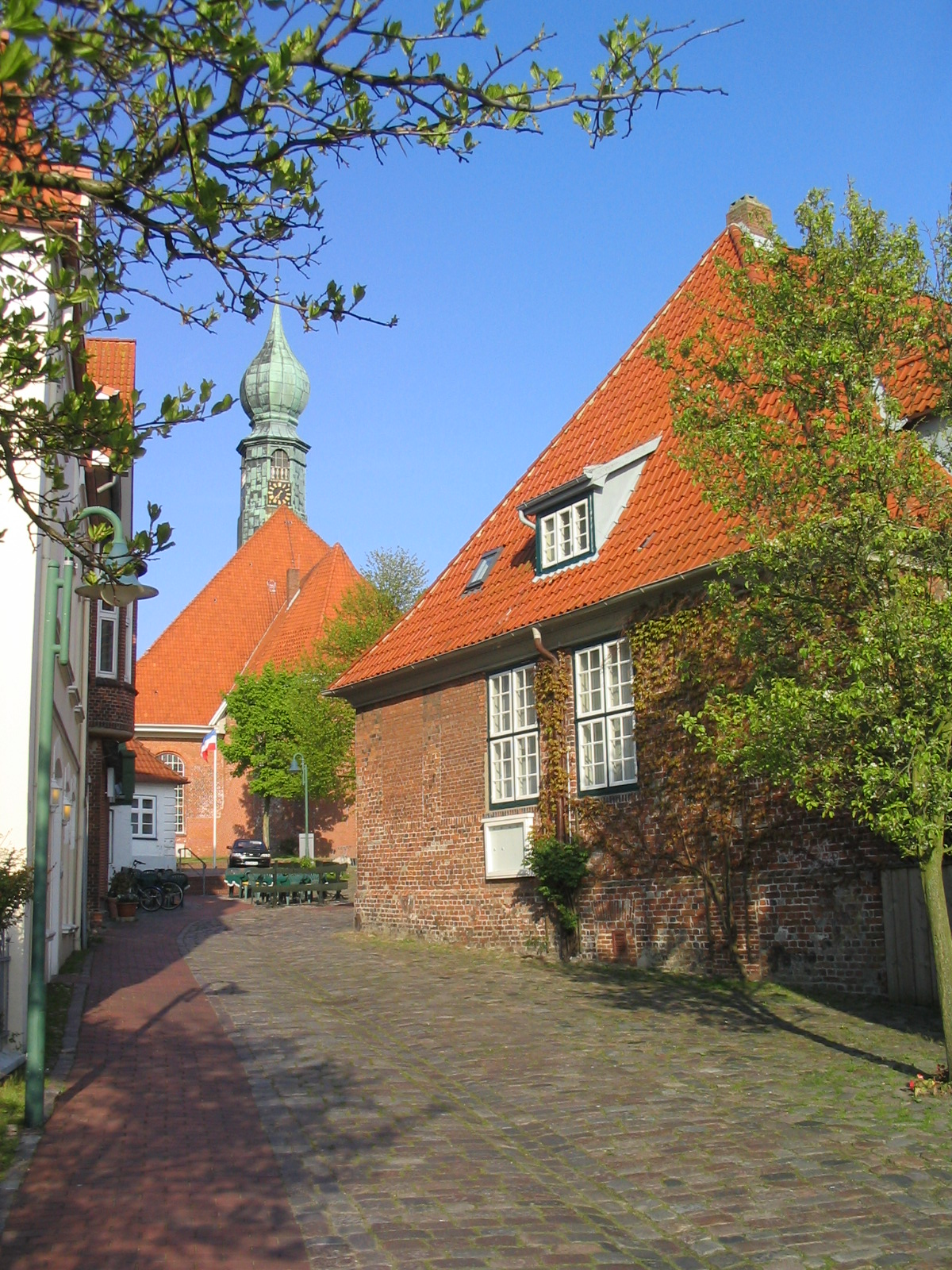
St. Bartholomäus auf einer Wurt

Die Stadtsilhouette wird mit Blick aus dem Umland durch den Kirchenbau St. Bartholomäus geprägt. Das Bauwerk liegt auf einer Wurt an der höchsten Stelle des Ortes. Charakteristisch ist der Zwiebelturm. Das Bauwerk wurde nach dem Stadtbrand von 1736 auf den Grundfesten des Vorgängerbaus von 1160 vom Baumeister Johann Georg Schott in den Jahren 1737/38 neu gestaltet. Einzig die romanisch-gotischen Außenmauern waren nach dem Brand übrig geblieben. Es ist eine in ihrer Art in der Region einzigartige Barockkirche. Schott integrierte den vorher allein stehenden Rundturm und den Chor unter ein großes, an einen Haubarg erinnerndes Dach. In seiner Mitte befindet sich ein ebenfalls relativ großer Dachreiter mit seiner russischen Kirchen nachempfundenen Zwiebelspitze.
Eine Besonderheit ist die „Villa Assmus“, das ehemals so genannte „Katzenschloss“. Das Wohnhaus mit drei markanten Ecktürmen wurde 1903 vom Wesselburener Bankier Julius Assmus errichtet, nachdem er die von seinem Vater gegründete Privatbank C. J. Assmus verkauft hatte. Assmus selbst starb bereits 1905 in der Hochzeitsnacht seiner zweiten Ehe. In den folgenden Jahrzehnten diente es als Privathaus für Assmus' Witwe, weiter dem Kohlhändler Johannes Bielenberg, dem Getreidehändler Wilhelm Witt und später seiner Witwe. Nach 1945 diente es zeitweilig als Flüchtlingsunterkunft, bevor es wieder in private Hände kam. Von 1988 bis 1997 betrieb dort eine ursprünglich Hamburger Familie eine Luxus-Katzenherberge, wodurch das Gebäude zu seinem umgangssprachlichen Namen kam. Seit 2000 ist es wieder in Privatbesitz, der derzeitige Eigentümer aus Henstedt-Ulzburg lässt es aufwändig renovieren, in der Absicht dort später seinen Altersruhesitz zu finden. Auf 600 Quadratmetern Wohnfläche beheimatet das Gebäude insgesamt zehn Zimmer und vier Bäder.
In der Liste der Kulturdenkmale in Wesselburen stehen die in der Denkmalliste des Landes Schleswig-Holstein eingetragenen Kulturdenkmale.

## Wirtschaft und Infrastruktur
Die Stadt Wesselburen umfasst eine Fläche von 514 ha mit folgenden Nutzungsarten:
- Bebaute und gewerblich genutzte Flächen: 123 ha
- Landwirtschaftliche Nutzflächen: 329 ha
- Flächen für Sport und Erholung: 10 ha
- Straßen und Wege: 37 ha
- Wasserflächen: 5 ha
- Sonstiges: 10 ha

Wesselburen war früher vor allem durch die landwirtschaftliche Produktion geprägt. Neben Weizen, Roggen und Hafer wurden vor allem Kohl, Rüben und Kartoffeln angebaut. Heute stellt Wesselburen vor allem ein Tourismusziel dar.
Zudem hat in Wesselburen das Unternehmen J. Stöfen GmbH für die Herstellung von Tierkraftfutter seinen Sitz in Wesselburen. Das 1872 gegründete Unternehmen befindet sich unmittelbar am zum Haltepunkt herabgestuften Bahnhof.

### Verkehr

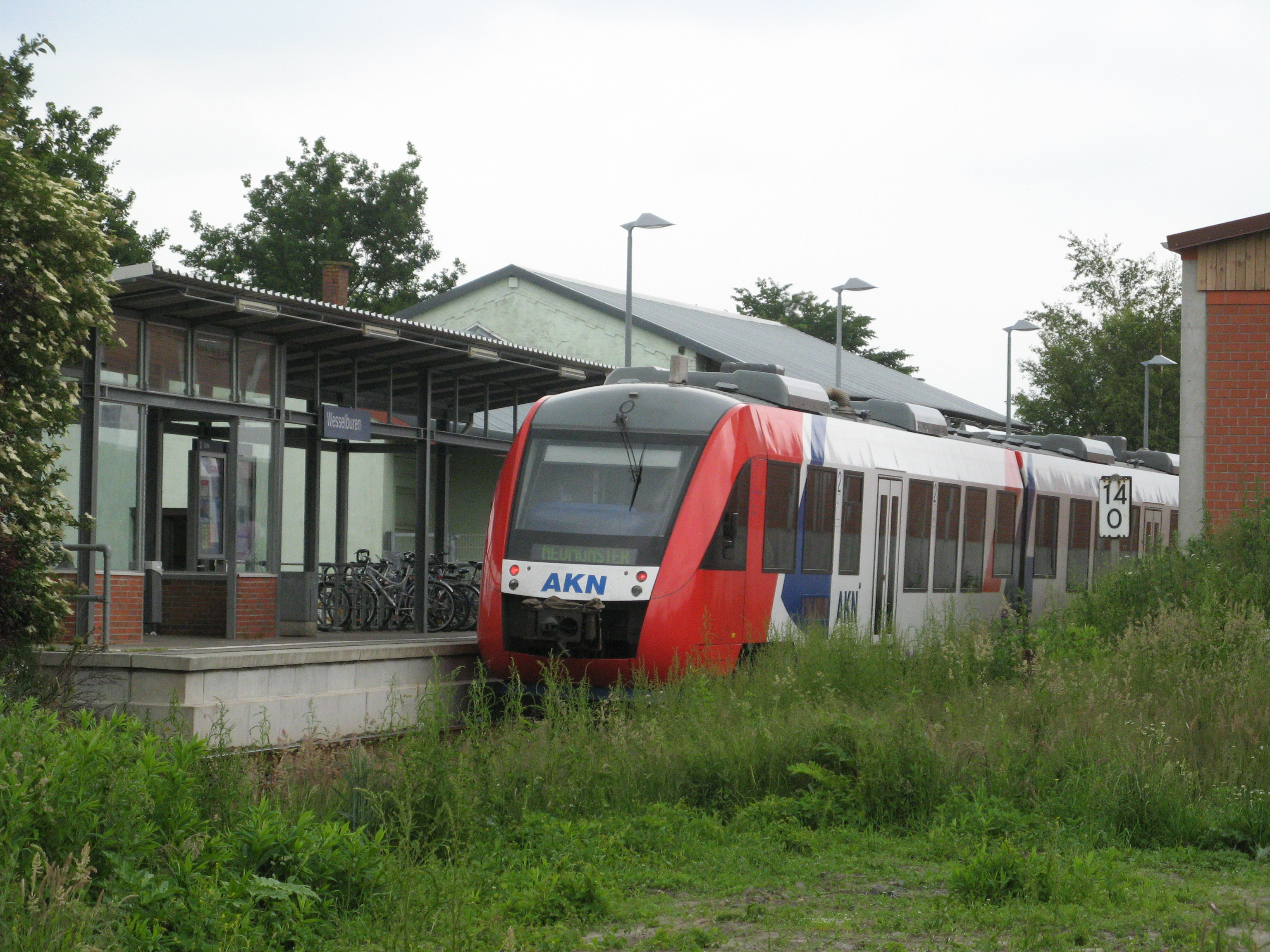
Zug am Haltepunkt Wesselburen

Im Motorisierten Individualverkehr ist Wesselburen über verschiedene Landesstraßen in Trägerschaft des Landes Schleswig-Holstein an das überörtliche Bundesfernstraßennetz angebunden. In Wöhrden zweigt von der Bundesstraße 203 die Landesstraße 153 ab. Sie geht zu Beginn der Ortslage von Wesselburen direkt in den Trassenverlauf der Landesstraße 154 über. Diese wiederum mündet beim Friedhof in  die Landesstraße 156 von Friedrichstadt (Übergang zur Bundesstraße 202) nach Reinsbüttel (bei Büsum). Nach Nordwesten in Richtung Sankt Peter-Ording und dem Eidersperrwerk führt schließlich die Landesstraße 305 weiter.
Die Anbindung des Ortes im Öffentlichen Personennahverkehr erfolgt über einen Haltepunkt an der Bahnstrecke Heide–Büsum. Hier verkehrt im Nahverkehrsverbund Schleswig-Holstein im Stundentakt die Regionalbahn-Linie RB 63 auf der durchgebundenen Relation bis zum Bahnhof Neumünster über den Bahnhof Heide (Holst) an der Marschbahn. Die Fahrtleistung wird vom Eisenbahnverkehrsunternehmen Nordbahn Eisenbahngesellschaft erbracht. Die aktuelle Konzession wurde zunächst bis zum  Fahrplanwechsel im Dezember 2021 erteilt. Der Zuschlag für den weiteren Betrieb der Linie RB 63 im Zeitraum bis 2035 wurde im Februar 2021 an die Nordbahn erteilt.

### Bildungseinrichtungen
- Grundschule Wesselburen
- Eider-Nordsee-Schule (Gemeinschaftsschule)
- Friedrich-Elvers-Schule (Förderschule)
- Volkshochschule Wesselburen e. V.
- Haus der Jugend – Wesselburen

## Sport
- Boßelverein „Achtung Wesselburen“
- Bürgergilde Wesselburen
- DLRG Ortsverein Büsum-Wesselburen e. V.
- Schützenverein „Gut Schuss“ Wesselburen/Land
- Segelverein Eiderdamm e. V.
- Sportfischerverein
- Squashverein Wesselburen nett-im-Let
- SV Blau-Weiß Wesselburen e. V.

## Regelmäßige Veranstaltungen
- Wochenmarkt- wie früher so wird auch heute noch am Mittwoch und Samstag eine Auswahl an frischem Fisch, ein Blumen- und Pflanzensortiment sowie frisches, regionales Gemüse auf dem Marktplatz angeboten.
- Flohmarkt- an jedem 1. Wochenende finden in den großen Ausstellungshallen sowie auf dem Außengelände beim Kohlosseum Floh- und Trödelmärkte statt.
- Seit 1984 findet im Juli das Ulmenfest auf dem Marktplatz statt, benannt ist es nach einer Ulme, die sich vorher dort befand.
- Die Dithmarscher Kohltage im September haben in der Stadt, in der der Dithmarscher Kohlanbau etabliert wurde, ebenfalls eine große Bedeutung und führen unter anderem zu einem Markt im Stadtzentrum.
- Seit einigen Jahren finden an einigen Mittwochabenden im Juli und August die Wesselburener Sommerabende mit Ständen und Unterhaltungsprogramm am Markt statt.

## Persönlichkeiten

### Söhne und Töchter der Stadt
- Nicolaus Boie der Ältere (Ende 15. Jh.–1542), deutscher Reformator
- Johann Lange (1543–1616), Orgelbauer in Sachsen
- Johannes Vorstius (1623–1676), Kurfürstlicher Bibliothekar und Gymnasialdirektor
- Konrad Heinrich Wolf (1766–1848), lutherischer Geistlicher
- Friedrich Christian Heylmann (1771–1836/1837), Baumeister
- Christian August Thomas Bruhn (1808–1875), Amtmann in Hadersleben, Direktor des Lübecker Feuerversicherungsvereins
- Friedrich Hebbel (1813–1863), Dichter und Dramatiker
- Christian Otto Mohr (1835–1918), Bauingenieur
- Rudolph Friedrich Niemann (1838–1898), Pianist, Komponist und Musikpädagoge
- Gustav Adolf Niemann (1841–1881), Violinist
- Cai Theodor Dame (1851–1937), preußischer Generalleutnant
- Euduard Lass (1859–1924), Pionier des Kohlanbaus
- Adolf Bartels (1862–1945), völkisch-antisemitischer Dichter und Literaturhistoriker
- Ottilie Reylaender (1882–1965), Malerin
- Willy Graba (1894–1973), Maler

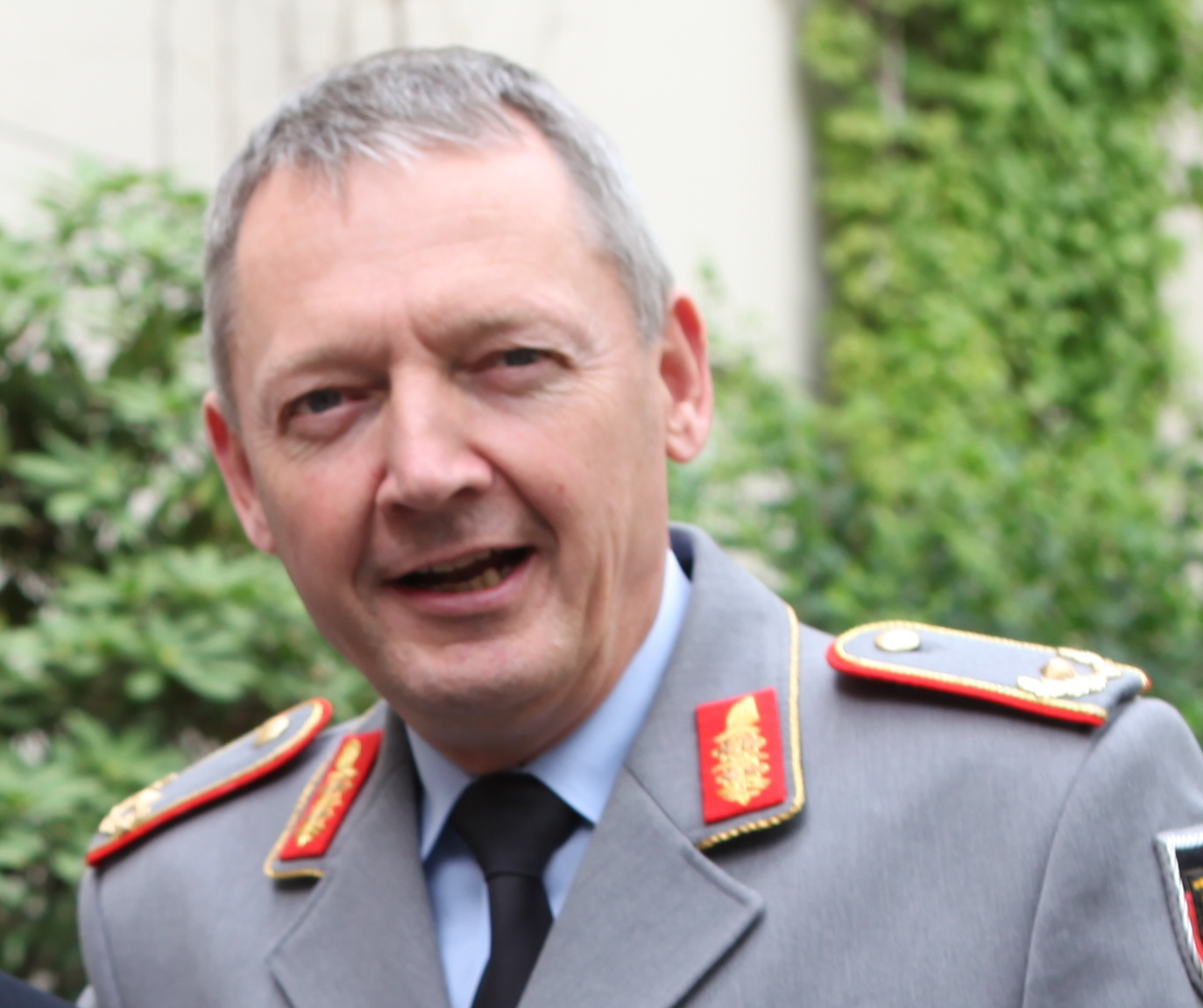
Brigadegeneral Michael Matz, 2015

- Karl Herwig (1895–1967), NSDAP-Bürgermeister der Städte Wesselburen und Heide (Holstein), SS-Oberführer und Kriegsverbrecher
- Erwin Freytag (1907–1987), Autor und evangelisch-lutherischer Theologe
- Max Pauly (1907–1946), KZ-Kommandant und Kriegsverbrecher
- Kurt Reumann (1934–2023), Journalist
- Jürgen Koppelin (* 1945), NDR-Moderator, Ehrenvorsitzender der FDP Schleswig-Holstein
- Sabine Kunst (* 1954), Präsidentin der Humboldt-Universität in Berlin, ehem. Wissenschaftsministerin des Landes Brandenburg, ehem. Präsidentin der Universität Potsdam
- Michael Matz (* 1959), General der Bundeswehr
- Kirsten Fehrs (* 1961), Bischöfin

### Mit Wesselburen verbunden
- Thomas Selle (* 1599 in Zörbig; † 1663 in Hamburg), Komponist, wirkte zwischen 1625 und 1634 als Rektor und Leiter der Kirchenmusik in Wesselburen
- Friedrich Jacob Merck (* 1621 in Schweinfurt), Stammvater der pharmazeutischen Werke E. Merck, besaß von 1665 bis 1668 die Wesselburener Apotheke[28]
- Christian Heuck (* 1892 in Heuwisch, Dithmarschen; † 1934 in Neumünster), Reichstagsabgeordneter der KPD und Widerstandskämpfer, lebte in Wesselburen
- Manfred Schlüter (* 1953 in Kellinghusen), Autor, Maler und Illustrator, Preisträger des Hebbel-Preises, lebt in Hillgroven[29]
- Freshtorge (* 1988; bürgerlich Torge Oelrich), Comedian und Webvideo-Produzent, lebt in Wesselburen